# Bitwa koło Gotlandii
Bitwa koło Gotlandii, znana także jako bitwa koło Östergarnu lub rosyjski rajd na Memel – bitwa morska stoczona 2 lipca 1915 roku pomiędzy marynarką niemiecką i rosyjską w trakcie I wojny światowej na Bałtyku u wschodnich wybrzeży Gotlandii.

## Tło bitwy
W trakcie ofensywy armii niemieckiej w 1915 roku w kierunku Windawy w Kurlandii flota niemiecka aktywnie wspierała jej działania na lądzie, bombardując pozycje rosyjskie. 
Rosjanie, aby wpłynąć na niemiecką opinię publiczną i zaprzeczyć twierdzeniom niemieckiej propagandy na temat uzyskania panowania nad Bałtykiem, postanowili przeprowadzić śmiałą operację, która byłaby również demonstracją siły floty rosyjskiej. Zaplanowano zbombardować z morza jeden z portów niemieckich na południowym Bałtyku. Pomysłodawcami operacji byli oficerowie sztabu Floty Bałtyckiej A. Sakowicz i Iwan Rengarten. Pierwotny plan zakładał zbombardowanie Kołobrzegu (ówczesny Kolberg), lecz dowódca Floty wiceadmirał A. Kanin zmienił cel na bliższą i pozbawioną takiego znaczenia dla Niemców Kłajpedę (ówczesny Memel). Początkowo dowódca Floty pozbawił też zespół rosyjski najsilniejszego okrętu, krążownika pancernego „Riurik”, lecz pomysłodawcy operacji zdołali go przekonać do włączenia go do zespołu. Akcję zaplanowano dokładnie w czasie, gdy Wilhelm II Hohenzollern wizytował flotę w Kilonii. Dowództwo rosyjskie nie miało pojęcia, że w tym samym czasie Niemcy postanowili postawić zaporę minową w Zatoce Fińskiej w pobliżu Wysp Alandzkich na północny wschód i północny zachód od klifów Bogskär.

### Plan rosyjski
Na dowódcę operacji został wyznaczony kontradmirał Michaił Bachiriew, szef sztabu 1 Brygady Krążowników. Do przeprowadzenia operacji Rosjanie wyznaczyli znaczne siły:
- zespół ogniowy, którego zadaniem był ostrzał Kłajpedy: krążownik pancerny „Riurik”, krążowniki lekkie (pancernopokładowe) „Oleg" i „Bogatyr’”(inne języki) z 4 Brygady Rezerwowej, duży niszczyciel „Nowik” oraz 6 Dywizjon Kontrtorpedowców: „Turkmieniec Stawropolskij”, „Kazaniec”, „Stierieguszczij”, „Wojskowoj”, „Strasznyj”, „Ukraina” i „Zabajkalec”;
- zespół osłony złożony z dwóch przestarzałych okrętów liniowych z 1 Brygady: „Cesariewicz” i „Sława”, krążowników pancernych typu Bajan „Admirał Makarow" i „Bajan" z 1 Brygady oraz 7 Dywizjonu Kontrtorpedowców: „Bditielnyj”(inne języki), „Bojewoj”, „Burnyj”, „Inżenier-miechanik Dimitriew”, „Inżenier-miechanik Zwieriew”, „Wnimatielnyj”, „Wnuszytielnyj” i „Wynosliwyj”;
- zespół dalekiej osłony złożony z okrętów podwodnych: „Makriel”, „Okuń” i brytyjskiego E 9[4];

Plan rosyjski przewidywał, że zespół ogniowy wyjdzie w morze w nocy z 1 na 2 lipca, aby dotrzeć rankiem 2 lipca do Kłajpedy i ostrzelać bazę. Okręty liniowe miały w tym czasie przebywać w pobliżu wyspy Örö na północny zachód od Bengtskär (pod wybrzeżem Finlandii). Okręty podwodne miały wcześniej zająć pozycje u wybrzeży Kurlandii i Zatoki Gdańskiej na przypuszczalnych trasach okrętów niemieckich, które mogły wyjść w morze w wyniku rosyjskiej operacji. Dowództwo rosyjskie spodziewało się na podstawie danych rozpoznawczych, że krążowniki niemieckie, które pełniły funkcje dozorowe na podejściach do południowego Bałtyku zostaną zmienione przez pomocnicze trałowce (uzbrojone kutry rybackie). W ostatniej chwili zmieniono plan i wzmocniono zespół ogniowy krążownikami „Bajan” i „Admirał Makarow”. Na tym ostatnim podniósł swoją flagę kadm. Bachiriew.

### Plan niemiecki
W tym samym czasie Niemcy postanowili postawić w Zatoce Fińskiej w pobliżu Wysp Alandzkich na północny wschód i północny zachód od klifów Bogskär zaporę minową złożoną ze 160 min.
Zadanie miał wykonać zespół złożony z krążownika minowego „Albatross”, krążownika pancernego „Roon”, krążowników lekkich „Augsburg” i „Lübeck” oraz niszczycieli G 135, S 141, S 142, S 126, S 147, S 149 i S 131. Całością sił dowodził komandor Johannes von Karpf, który podniósł swoją flagę na krążowniku „Augsburg”.

## Działania obu stron przed bitwą
30 czerwca zespół niemiecki wypłynął z Kłajpedy.
Z sił rosyjskich, pierwsze wyruszyły na pozycje okręty podwodne – E 9 pod Rozewie, „Makriel” pod przylądek Luzerort oraz „Okuń” pod przylądek Steinort. 1 lipca około godziny 2.00 spod wyspy Utö wyruszyły krążowniki i 7 dywizjon kontrtorpedowców, do których około godziny 5.00 dołączył krążownik „Riurik”, który wyszedł z Rewla. Około godziny 6.00 miał dołączyć do zespołu „Nowik” oraz 6 dywizjon kontrtorpedowców, ale przeszkodziła temu gęsta mgła. Ostatecznie 6 dywizjon pozostał w Moonsundzie, a „Nowik” dołączył do zespołu krążowników o godzinie 14.00.
Coraz gęstsza mgła i pogarszająca się widoczność sprawiły, że kadm. Bachiriew jak najszybciej chciał przeprowadzić ostrzał Kłajpedy. Jego obawy co do trudności w marszu i zajęciu pozycji ogniowych były uzasadnione. Około godziny 16.00 „Riurik” oraz podążający za jego rufą "Nowik" z powodu mgły straciły kontakt wzrokowy z resztą eskadry.
Około godziny 21.00 „Riurik” zameldował dowódcy, że znajduje się w odległości około 18 mil od Kłajpedy i widoczność jest na tyle dobra, że nie będzie przeszkadzać w ostrzale portu. Kadm. Bachiriew przełożył jednak akcję na ranek 2 lipca. Wśród mgły „Riurik” nie zdołał odnaleźć pozostałych krążowników i oba zespoły przez całą noc manewrowały oddzielnie. W nocy „Nowik” oddzielił się od „Riurika” i skierował się do Zatoki Ryskiej.

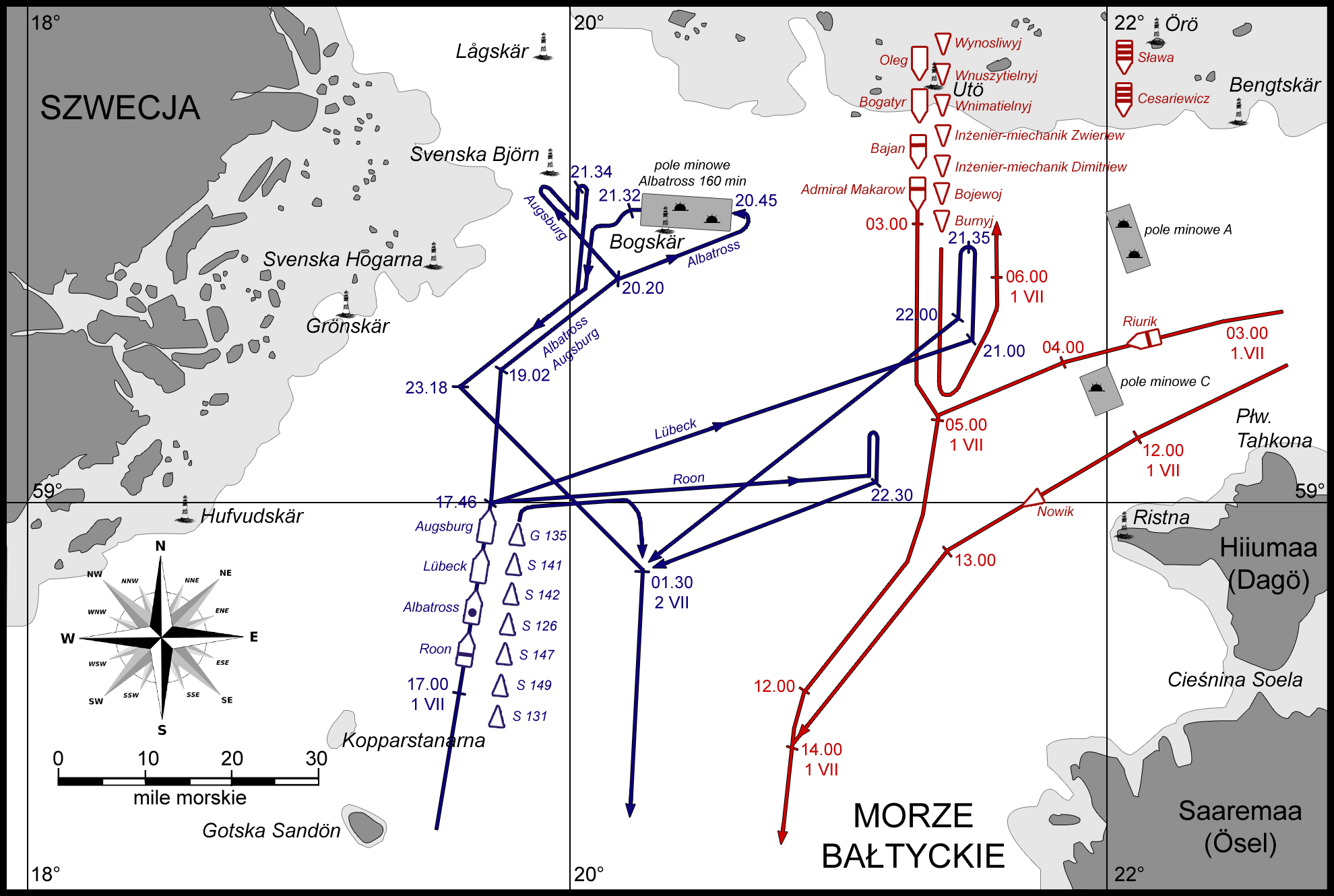
Akcja minowa okrętów niemieckich pod latarnią Bogskär w nocy z 1 na 2 lipca 1915 roku oraz koncentracja okrętów rosyjskich w rejonie na zachód od Saaremy 1 lipca 1915 roku

Okręty obu stron wyminęły się w gęstej mgle i nie zauważyły się wzajemnie. Około godziny 21.30 1 lipca Niemcy zakończyli stawianie pola minowego w zaplanowanym miejscu. Komandor von Karpf przesłał meldunek do dowódcy osłaniającego akcję krążownika pancernego „Roon” kmdra por. Gygasa o wykonaniu zadania i wyznaczył mu spotkanie o godzinie 1.00 w nocy 2 lipca. W radiogramie podał swoją pozycję, kurs, prędkość swoich okrętów i miejsce spotkania.
Meldunek ten został przechwycony przez rosyjski nasłuch radiowy. Rosjanie bez problemu rozszyfrowali jego treść gdyż dysponowali książkami kodowymi pochodzącymi z krążownika „Magdeburg”, który rozbił się na skałach i został wysadzony w powietrze przez załogę w trakcie Bitwy pod Oldensholmem (26 sierpnia 1914). W związku z tym, że zespół rosyjski posiadał znaczną przewagę i mógł zadać Niemcom znaczne straty, dowództwo rosyjskie, po odkodowaniu meldunków niemieckich, rozkazało Bachiriewowi zaniechać ostrzału Kłajpedy i nakazało przechwycić eskadrę niemiecką. Radiogram o wykryciu zespołu niemieckiego wraz z rozkazem nawiązania z nim walki dotarł do kadm. Bachiriewa 2 lipca o godzinie 4.00. Zespół rosyjski znajdował się wtedy około 25 mil na południowy wschód od Hoburga na Gotlandii. Rosjanie skierowali się na północny wschód, aby przechwycić zespół niemiecki. Dzięki bieżącemu rozkodowywaniu meldunków niemieckich, Michaił Bachirew był przez cały czas informowany przez sztab floty o zmianie kursu i prędkości eskadry niemieckiej, co ułatwiło mu jej odnalezienie na morzu. Był to nowy sposób dowodzenia, który nie był dotąd stosowany w żadnej flocie. Nawigatorzy obliczyli, że do spotkania powinno dojść pomiędzy godziną 6.00 a 7.00 na wschód od latarni Östergarn. 
Niemcy nie mieli pojęcia, że zostali wykryci przez rozpoznanie rosyjskie. O godzinie 6.00, w momencie kiedy znajdowali się około 35 mil na północny wschód od latarni Östergarn i 20 mil od Rosjan, kmdr von Karpf rozdzielił swój zespół. „Albatross”, „Augsburg” oraz 3 niszczyciele (G135, S141, S142) obrały kurs wzdłuż południowego brzegu Gotlandii na Rozewie zmierzając do Gdańska. Pozostałe okręty niemieckie podążały do Lipawy. Pogoda była doskonała i zapowiadał się słoneczny dzień.

## Przebieg bitwy

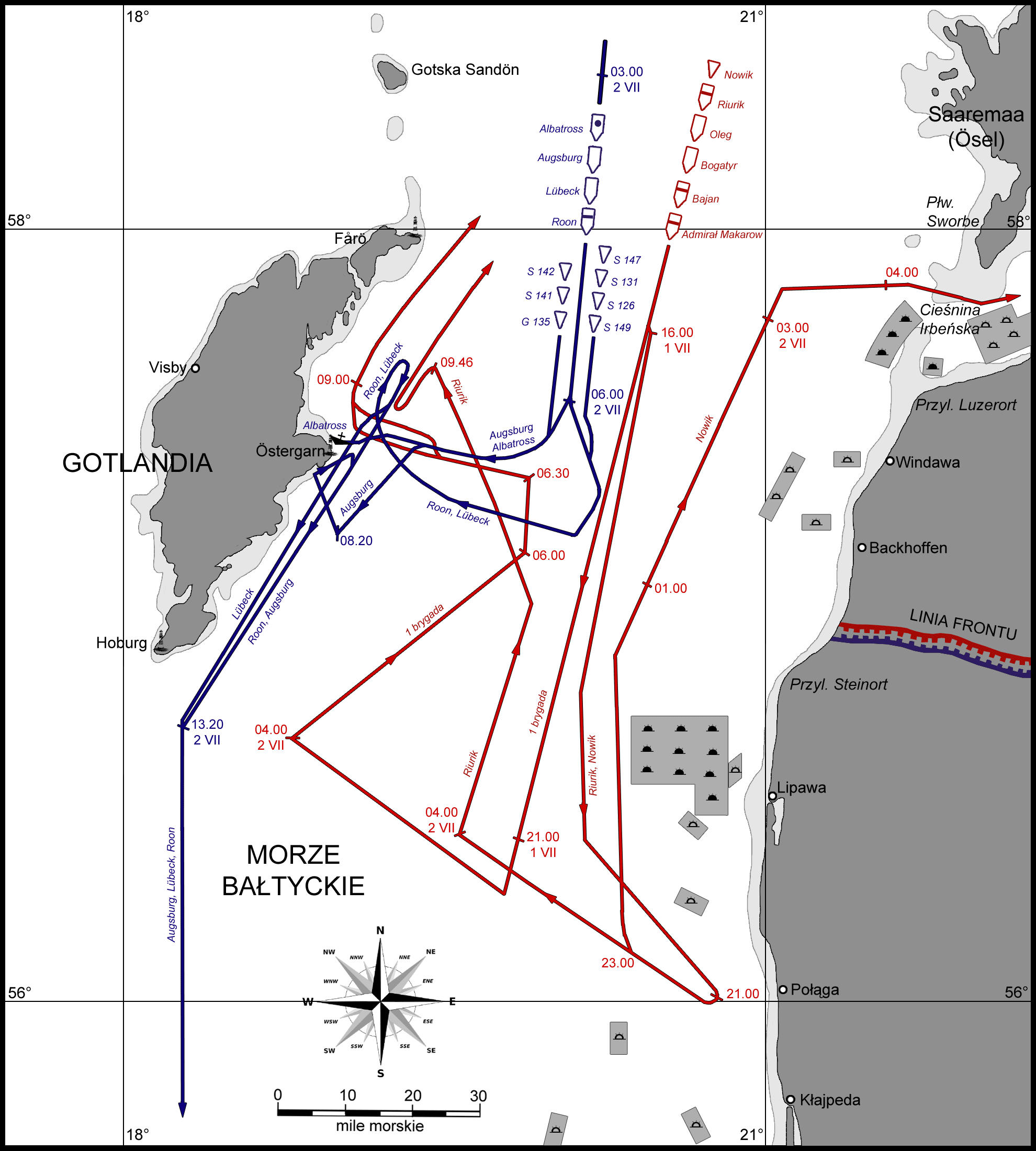
Ogólny przebieg bitwy

### Faza 1
Kmdr ppor. Karl Bühler, który przejął dowództwo nad „Albatrossem” o godz. 4.00 i pełnił wachtę na mostku, o 6.15 zobaczył przez lornetkę ciemne kształty na horyzoncie. Wkrótce spostrzegł, że zostały one oświetlone przez płomienie wystrzałów i podniósł alarm. Cztery rosyjskie okręty – krążowniki pancerne „Admirał Makarow” i „Bajan” oraz krążowniki lekkie „Oleg” i „Bogatyr” wyłoniły się z mgły.
Dowództwo nad „Albatrossem” przejął kmdr por. Fritz West. Rozkazał rozwinąć pełną prędkość, by uciec Rosjanom. O 6.30 kontakt z okrętami rosyjskimi nawiązał także „Augsburg”. Pomimo tego, że dookoła okrętów niemieckich padały pociski z dział kalibrów 203 mm i 152 mm, nie mogły one odpowiadać ogniem, ze względu na zbyt dużą dla ich dział odległość.
W związku z przewagą rosyjską, kmdr Karpf obrał kurs na zachód oraz wezwał na pomoc przez radio krążowniki „Roon” i „Lübeck”. „Augsburg” był jednym z najszybszych okrętów niemieckich na Bałtyku i bez trudu umknąłby Rosjanom, jednak szybko okazało się, że „Albatross” był wolniejszy od rosyjskich okrętów.
Rosjanie mieli duże szanse na zniszczenie obydwóch krążowników niemieckich, ale ich nie wykorzystali, ponieważ kadm. Bachiriew popełnił zasadniczy błąd taktyczny – nie przydzielił konkretnych celów swoim okrętom i wszystkie krążowniki rosyjskie skoncentrowały ogień na pozostającym w tyle niemieckim krążowniku minowym. Krążowniki pancerne podążały za „Albatrossem” po stronie południowej, a „Bogatyr'” i „Oleg” równoległym kursem od północy. Ze względu jednak na to, że ich pociski wybuchały jednocześnie w pobliżu burt niemieckiego okrętu, Rosjanie mieli problemy z korygowaniem ognia, ponieważ trudno było ustalić, która salwa pochodzi z którego okrętu. Na decyzje rosyjskiego dowódcy w tej fazie bitwy wpływało to, że błędnie identyfikowano „Albatrossa” jako silniej uzbrojony lekki krążownik „Undine”. 
O 6.53 kmdr Karpf rozkazał „Albatrossowi” udać się na wody terytorialne Szwecji u wybrzeża Gotlandii. Sam, za zasłoną dymną postawioną przez torpedowce, uciekł na południe i o 7.35 stracił kontakt z eskadrą rosyjską.
„Albatross” na pełnej prędkości kierował się w stronę Gotlandii, jednak dystans cały czas się zmniejszał i o 7.00 okręty rosyjskie weszły w zasięg jego dział. Odłamki pocisku 88 mm lekko uszkodziły „Admirała Makarowa” i raniły jednego marynarza. W miarę, jak Rosjanie zbliżali się, rosła skuteczność ich ognia. Jeden z pocisków trafił „Albatrossa” w magazyn na rufie i zapalił 50 kg oleju. Kolejne pociski trafiały i wywoływały następne pożary, pojawili się pierwsi ranni i zabici. Wybuch granatu, który eksplodował po trafieniu w reflektor, zabił oficera artyleryjskiego. Lekarz okrętowy, doctor Carillon, został raniony odłamkiem w głowę, co pozbawiło załogę opieki medycznej. Rosła liczba rannych i zabitych. Lazaret został trafiony pociskiem kalibru 203 mm, od którego wybuchu zginęło 11 znajdujących się tam rannych. Pocisk kal. 152 mm trafił poniżej linii wodnej w kadłub wywołując przecieki, które udało się jednak załodze prowizorycznie załatać.
Podczas ostrzału pojawiła się wiadomość, że dowódca okrętu zginął. Jego zastępca, kmdr ppor. Bühler udał się na mostek, aby przejąć dowództwo, ale okazało się, że kmdr por. Fritz West nie został ranny i dalej był w stanie dowodzić. W wyniku fali uderzeniowej od bliskiej eksplozji stracił jedynie na chwilę przytomność.
O 7.45 „Albatross” wpłynął na szwedzkie wody terytorialne, a jego dowódca wydał rozkaz przerwania ognia. Sytuacja okrętu była poważna. Na rufie miał otwór o rozmiarach około 2,5 x 1,5 metra, przez który wdzierała się do kadłuba woda w takim tempie, że przypuszczano, że będzie on mógł utrzymać się na wodzie jedynie przez 10 minut. Niemcy spodziewali się, że bitwa się skończyła, jednak Rosjanie dalej ich ostrzeliwali.
O 8.29 „Albatross” osiadł na plaży w odległości 150 metrów od brzegu, kilkaset metrów od wioski rybackiej Herrviks znajdującej się w parafii Östergarn. Otrzymał w sumie 6 trafień pociskami kalibru 203 mm i 20 trafień pociskami kal. 152 mm. Zginęło 27 członków załogi okrętu, a 55 zostało rannych, z których 2 wkrótce zmarło.

### Faza 2
Rosyjskie krążowniki straciły dużo amunicji, tym bardziej, że następujący fałszywy alarm o dostrzeżeniu okrętu podwodnego spowodował chaotyczne ostrzeliwanie przez nie powierzchni wody. Kiedy eskadra rosyjska zawróciła na północ w stronę Zatoki Fińskiej, napotkała około godz. 9.00 zmierzające od południowego wschodu na pole boju krążowniki niemieckie „Roon”, „Lübeck” oraz 4 niszczyciele. Kadm. Bachiriew wezwał na pomoc krążownik „Riurik” oraz stare pancerniki „Sława” i „Cesariewicz”, które kotwiczyły w Örö na północny zachód od Bengtskär. Główny ciężar walki z „Roonem” spoczął na najbliższym krążowniku „Bajan”, którego dowódca komandor A. Weis starał się dotąd pochopnie nie marnować amunicji. Nie jest jasne, dlaczego admirał Bachiriew nie skierował "Admirała Makarowa” do wsparcia "Bajana”, chociaż, pomimo wyczerpania większej części amunicji, posiadał on nadal kilkadziesiąt pocisków do dział głównego kalibru. „Bajan” został trafiony w śródokręcie jednym pociskiem 210 mm, który nie spowodował poważnych szkód, a sam uszkodził „Roonowi” antenę radiową, pozbawiając go łączności na 30 minut. Inne raportowane trafienia w „Roona” nie zostały potwierdzone.  Niemcy odwrót rosyjski potraktowali jako próbę wciągnięcia ich w pułapkę i w obawie przed napotkaniem przeważających sił rosyjskich wycofali się do rejonu, w który udał się "Augsburg”.

### Faza 3
Rosyjski krążownik pancerny „Riurik” wraz z niszczycielem „Nowik”, które dotąd nie brały udziału w walce, natknęły się na Niemców około godziny 9.45. „Riurik” zaatakował „Roona”, jednak nagle zawrócił, ponieważ zauważono z jego pokładu okręt podwodny. W wyniku tego, jak się później okazało, fałszywego alarmu Rosjanie stracili kontakt z eskadrą niemiecką.

### Faza 4
Admirał Hoppman po otrzymaniu meldunków o walce z Rosjanami wysłał na pomoc z Gdańska dwa krążowniki pancerne „Prinz Adalbert” i „Prinz Heinrich” w eskorcie 2 niszczycieli. Początkowo przedzierały się one przez gęstą mgłę, a gdy o godz. 13.57 znajdowały się w okolicy Helu, „Prinz Adalbert” został storpedowany i ciężko uszkodzony przez brytyjski okręt podwodny E 9. W wyniku kontrataku niemieckich torpedowców nie udało mu się ponowić ataku. Niemcom udało się doprowadzić uszkodzony okręt do portu.

## Po bitwie

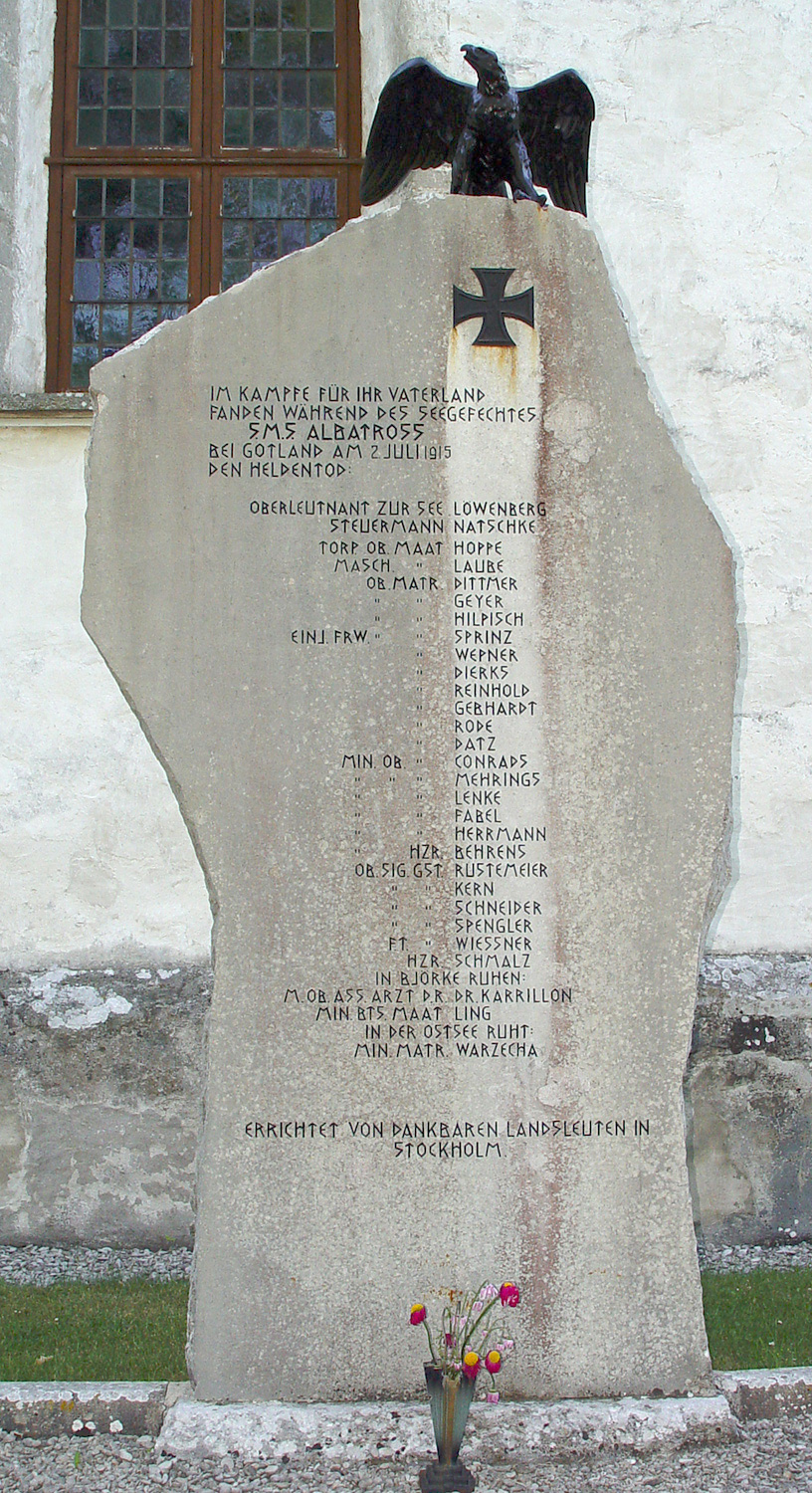
Pomnik upamiętniający poległych marynarzy z krążownika „Albatross”, który znajduje się przy kościele w Östergarn

Rosjanie mieli więcej powodów do niezadowolenia z przebiegu bitwy niż Niemcy. Pomimo początkowej przewagi udało im się wyeliminować tylko jeden okręt niemiecki. Bezpośrednią odpowiedzią Niemców na utratę „Albatrossa” i uszkodzenie„Prinz Adalberta” było przeniesienie z Morza Północnego na Bałtyk Czwartej Eskadry Bojowej – predrednoty „Wittelsbach” (okręt flagowy – wadm. Schmidt), „Wettin”, „Mecklenburg”, „Schwaben”, „Zähringen”, „Braunschweig” i „Elsaß” oraz 8 Flotylli Torpedowców (11 niszczycieli).
By podnieść morale Niemcy przeprowadzili w dniach 11 i 19 lipca wypady do wejścia do Zatoki Fińskiej, wysyłając na zwiad krążowniki ze wsparciem pancerników, licząc na przechwycenie sił rosyjskich, które mogły wypłynąć z portów, aby zwalczać lekkie okręty niemieckie wspierające armię lądową.
Niemcy wkroczyli do Windawy 18 lipca, dzięki czemu marynarka niemiecka mogła kontrolować południowy brzeg Cieśniny Irbeńskiej i południową część Zatoki Ryskiej. Operacje morskie, które odbywały się na flankach armii, zyskały na znaczeniu, a Zatoka Ryska stała się na najbliższe dwa lata centralnym punktem operacji morskich na Bałtyku.
„Albatross” został internowany przez Szwedów. 23 lipca został podniesiony z dna i odholowany do Fĺrösund, a następnie do Oskarshamn, gdzie został naprawiony. Jego załoga została także internowana i zwolniona dopiero po wojnie. Po zakończeniu działań wojennych okręt zwrócono Niemcom, gdzie został zezłomowany. Niemcy musieli zwrócić Szwedom koszty poniesione na podniesienie wraku z dna, remont, utrzymanie i transport.
Trzy miesiące po bitwie, 23 października 1915 roku, wyremontowany „Prinz Adalbert” został storpedowany przez brytyjski okręt podwodny E 8 i w wyniku trafienia w komory amunicyjne eksplodował. Przeżyło jedynie 3 marynarzy.
27 marynarzy, którzy zginęli w czasie bitwy, zostało pochowanych w masowym grobie po zachodniej stronie kościoła w Östergarn. Pogrzeb miał miejsce w tym samym dniu, co bitwa. W 1916 roku postawiono na miejscu pochówku duży kamienny pomnik, na którym są wyryte nazwiska zmarłych. Kolejnych dwóch marynarzy, którzy zmarli w trakcie przenosin do obozu dla internowanych w Roma, zostało pochowanych na cmentarzu w Björke.
2 lipca 1977 roku, w sześćdziesiątą drugą rocznicę bitwy, otwarto w Östergarn na Gotlandii muzeum „Albatrossa”. Znajduje się w nim ponad 250 fotografii, dokumenty, listy i inne przedmioty pochodzące z okrętu i od internowanych marynarzy.